# Glándula sudorípara apocrina
Una glándula sudorípara apocrina (del griego apo 'lejos' y krinein 'separar') se compone de una porción secretora enrollada situada en la unión de la dermis y la grasa subcutánea, de la que parte una porción recta que se inserta y secreta en la porción infundibular del folículo piloso. En los seres humanos, las glándulas sudoríparas apocrinas sólo se encuentran en determinados lugares del cuerpo: las axilas, la areola y los pezones de las mamas, el conducto auditivo externo, los párpados, las alas de la fosa nasal, la región perineal y algunas partes de los genitales externos. Entre las glándulas apocrinas modificadas se encuentran las glándulas ciliares (glándulas de Moll) de los párpados; las glándulas ceruminosas, que producen cera de los oídos; y las glándulas mamarias, que producen leche. El resto del cuerpo está cubierto por glándulas sudoríparas ecrinas.
Sin embargo, la mayoría de los mamíferos no primates tienen glándulas sudoríparas apocrinas en la mayor parte del cuerpo. Los animales domésticos, como los perros y los gatos, tienen glándulas apocrinas en cada folículo piloso e incluso en el aparato urinario, pero glándulas ecrinas sólo en las almohadillas de los pies y el hocico. Sus glándulas apocrinas, como las de los humanos, producen una secreción inodora, aceitosa y opaca que adquiere su olor característico tras la descomposición bacteriana. Las glándulas ecrinas de sus patas aumentan la fricción y evitan que resbalen cuando huyen de un peligro.

## Estructura
La glándula apocrina se compone de un glomérulo de túbulos secretores y un conducto excretor que se abre en un folículo piloso; en ocasiones, un conducto excretor se abre a la superficie de la piel junto al pelo. La glándula es grande y esponjosa, situada en la grasa subcutánea profunda en la dermis, y tiene una estructura general y un diámetro del lumen mayores que la glándula sudorípara ecrina. Los túbulos secretores de las glándulas apocrinas son de una sola capa, pero a diferencia de los túbulos secretores ecrinos, contienen un solo tipo de célula epitelial ductal, que varía de diámetro según su ubicación y a veces se ramifica en múltiples conductos. Los túbulos están envueltos en células mioepiteliales, que están más desarrolladas que en sus homólogos de las glándulas ecrinas.

## Sudoración
Sin embargo, en la mayoría de los mamíferos, las glándulas sudoríparas apocrinas segregan un compuesto aceitoso (y finalmente maloliente) que actúa como feromona, marcador territorial y señal de advertencia Al ser sensibles a la adrenalina, las glándulas sudoríparas apocrinas están implicadas en la sudoración emocional en humanos (inducida por ansiedad, estrés, miedo, estimulación sexual y dolor).
En un feto humano de cinco meses, las glándulas apocrinas están distribuidas por todo el cuerpo; al cabo de unas semanas, sólo existen en zonas restringidas, incluidas las axilas y los genitales externos. Permanecen inactivas hasta que son estimuladas por los cambios hormonales de la pubertad.

### Mecanismo
La glándula apocrina segrega un fluido aceitoso con proteínas y lípidos que es inodoro antes de la actividad microbiana. Aparece en la superficie de la piel mezclado con sebo, ya que las glándulas sebáceas se abren en el mismo folículo piloso. A diferencia de las glándulas sudoríparas ecrinas, que segregan de forma continua, las glándulas apocrinas segregan en chorros periódicos.
En un principio se pensó que las glándulas sudoríparas apocrinas sólo secretaban por vía apocrina: las vesículas se desprenden de las células secretoras y luego se degradan en el lumen secretor, liberando su producto. Investigaciones más recientes también han demostrado que existe secreción merocrina.
Las células mioepiteliales forman un revestimiento de músculo liso alrededor de las células secretoras; cuando los músculos se contraen, aprietan los conductos secretores y expulsan el líquido acumulado hacia el folículo piloso. El sudor y el sebo se mezclan en el folículo piloso y llegan mezclados a la superficie epidérmica. El sudor apocrino es turbio, viscoso, inicialmente inodoro y con un pH de 6-7,5. Contiene agua, proteínas, material de desecho de carbohidratos y NaCl. El sudor sólo alcanza su olor característico al ser degradado por bacterias, que liberan moléculas de olor volátiles. Un mayor número de bacterias (especialmente corinebacterias) provoca un olor más intenso. La presencia de vello axilar también hace que el olor sea aún más penetrante, ya que las secreciones, los residuos, la queratina y las bacterias se acumulan en los vellos.

## Prevalencia
Los mamíferos no primates suelen tener glándulas sudoríparas apocrinas en la mayor parte del cuerpo. Los caballos las utilizan como dispositivo termorregulador, ya que están reguladas por la adrenalina y distribuidas más ampliamente en los equinos que en otros grupos. Las mofetas, por su parte, utilizan las glándulas para liberar una secreción que actúa como un potente mecanismo de defensa.
Los "órganos axilares", regiones limitadas con igual número de glándulas sudoríparas apocrinas y ecrinas, sólo existen en humanos, gorilas y chimpancés. En los humanos, las glándulas apocrinas de esta región son las más desarrolladas (con los glomérulos más complejos). Los hombres tienen más glándulas sudoríparas apocrinas que las mujeres en todas las regiones axilares.
En la actualidad no hay pruebas de que las glándulas sudoríparas varíen sustancialmente según el grupo racial, y la mayoría de los estudios que afirman encontrar variaciones adolecen de defectos metodológicos.